# Paul Giger
Paul Giger (Herisau, Suïssa, 30 d'agost de 1952) és un violinista i compositor suís. Realitza música clàssica contemporània, jazz i música improvisada, i està especialitzat en tècniques ampliades.
Ha realitzat sis CDs amb el segell d'ECM i ha col·laborat amb el Hilliard Ensemble, Jan Garbarek, Pierre Favre i Marie-Louise Dähler.

## Discografia
- Chartres (ECM, 1989)
- Alpstein (ECM, 1991)
- Schattenwelt (ECM, 1993)
- Ignis (ECM, 1998)
- Vindonissa (ECM, 2003)
- Towards Silence (ECM, 2007)
- trans limen ad lumen (DIVOX, 2017)